# Schuppiger Sägeblättling
Der Schuppige Sägeblättling  (Neolentinus lepideus, syn. Lentinus lepideus, L. squamosus, Neolentinus suffrutescens (Brot.) T.W. May & A.E.) ist eine Pilzart aus der Familie der Blättlingsverwandten (Gloeophyllaceae).

## Merkmale

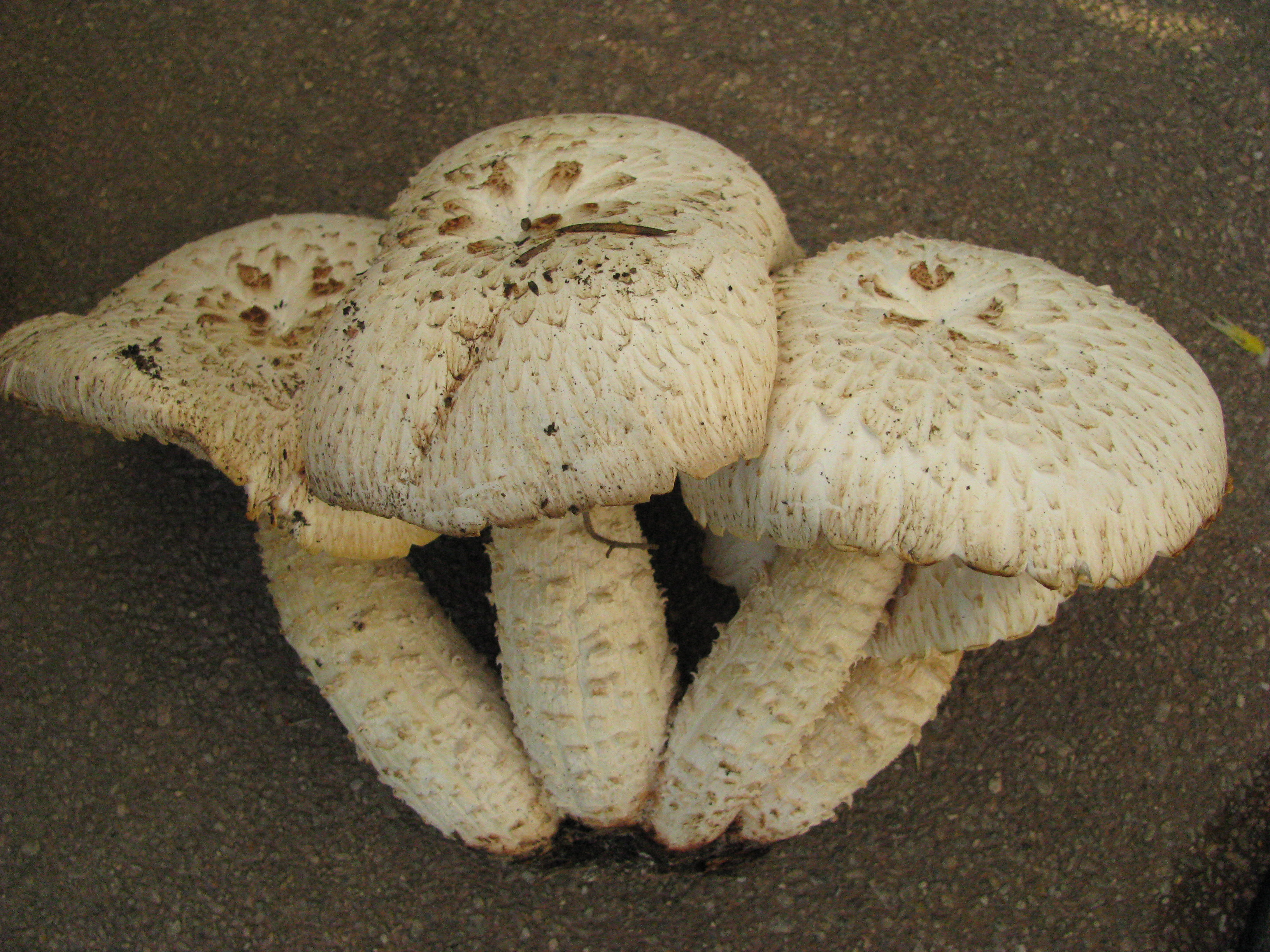
Ein Büschel Fruchtkörper des Schuppigen Sägeblättlings

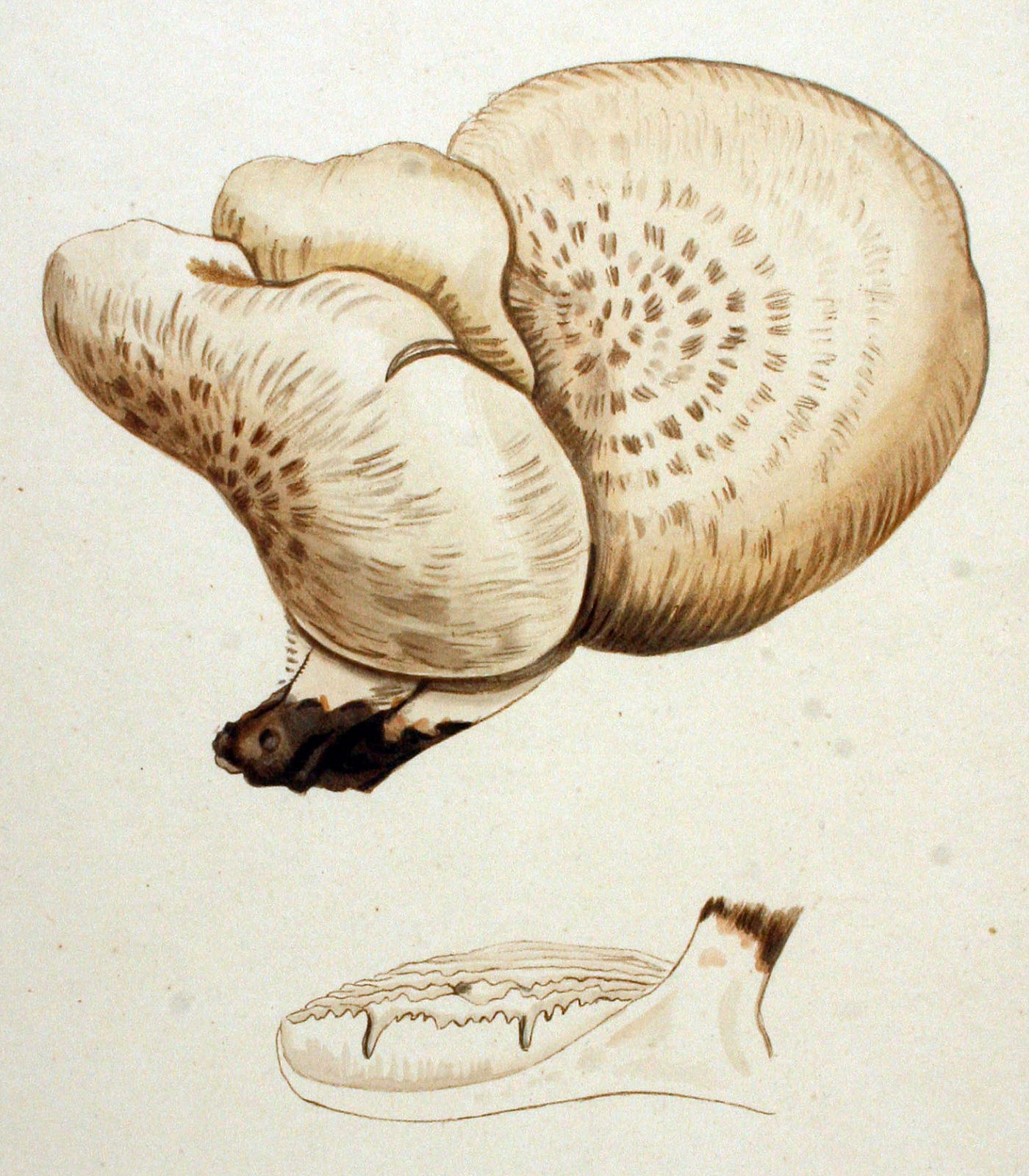
Abbildung des Schuppigen Sägeblättlings aus Jan Kops Flora Batava, Band 20

Der Schuppige Sägeblättling bildet 5–15 cm breite Fruchtkörper von gelblich-weißer Grundfarbe, die mit groben, bräunlichen Schuppen bedeckt sind. Die Pilze sind jung gewölbt, später ausgebreitet mit gebuckelter oder vertiefter Hutmitte. Der Rand ist lange eingerollt und mit dem Stiel durch einen flüchtigen Schleier verbunden. Die weit stehenden Lamellen laufen am Stiel herab und haben grob gekerbte oder gesägte Schneiden. Ihre Farbe ist gelblich-weiß, das Sporenpulver weiß. Der exzentrisch bis seitlich stehende Stiel ist 3–6, in Ausnahmefällen bis 10 cm lang und bildet eine Art im Substrat steckende Wurzel. Der Stiel ist hart und zäh, weißlich und zur Basis bräunlich gefärbt. Er besitzt eine undeutliche Ringzone, darunter ist er mit Schuppen bedeckt. Das Fleisch ist zuerst weich, später zäh. Seine Farbe ist gelblich-weiß. Der Pilz riecht süßlich-harzig, sehr schwach nach Anis oder Apfel.
An verbautem Holz in dunklen Räumen (Bergwerke) bildet der Schuppige Sägeblättling große, sterile, geweihartig verzweigte Dunkelformen aus.

## Ökologie
Der Schuppige Sägeblättling ist ein holzbewohnender Saprobiont, der vor allem Nadelholz, sehr selten auch Laubholz besiedelt und im befallenen Holz eine Braunfäule mit typischem würfeligem Bruch erzeugt. Bevorzugte Substrate sind Fichte und Kiefer. Der Schuppige Sägeblättling bewohnt Kiefern- und Fichtenforste, Buchen- und Hainbuchen-Eichenwälder, lichte Hartholzauen, Kahlschläge, Waldwegränder und Lichtungen. Er wächst dort an sehr sonnigen, warmen Stellen auf trockenen Stümpfen von Nadelbäumen. Außerdem kann er auf verbautem Nadelholz, sowohl im Freiland (Eisenbahnschwellen, Balken und Zäune) als auch in feuchtwarmen Gebäuden und in Bergwerken vorkommen.

## Verbreitung
Die Art ist offenbar kosmopolitisch verbreitet und besiedelt vorrangig die gemäßigten Breiten der Süd- und der Nordhalbkugel, wird aber auch in Nordindien, Mittelamerika und Südafrika gefunden. In Europa kommt sie vom Mittelmeerraum bis Skandinavien vor und ist in ganz Deutschland zerstreut verbreitet.

## Bedeutung
Der Schuppige Sägeblättling ist nicht essbar.
Als Besiedler von Eisenbahnschwellen, Telefonmasten, Balken und verbautem Holz in Gebäuden und Bergwerken kann er Schäden anrichten. Die Art ist besonders resistent gegen Steinkohlenteeröl.